# Zofia Bohdanowiczowa
 (juillet 2024).
Zofia Bohdanowiczowa est une poétesse et prosatrice polonaise née le 30 avril 1898 à Varsovie et morte le 13 octobre 1965 à Toronto. Elle est une autrice de la littérature d'enfance et de jeunesse.

## Biographie

### Études
Elle étudie à la faculté des sciences humaines de l'Université de Vilnius.

### Carrière
Elle fait ses débuts en tant que poétesse en 1921 dans les pages du magazine Wiek Nowy (pl) de Lviv.
En 1938, elle publie le roman Droga do Daugiel, récompensé par la maison d'édition Księgarnia Św. Wojciecha.
Entre 1939 et 1943, elle séjourne en Roumanie, en Yougoslavie, en Italie et en France,.
En 1943, elle s'installe au Royaume-Uni, de 1950 à 1960, elle vit dans une colonie polonaise à Penrhos (en), au Pays de Galles, et en 1960, elle s'installe au Canada.

## Récompenses et distinctions
Elle reçoit le prix Anna Godlewska.